# Domfront (Oise)
Domfront è un comune francese di 337 abitanti situato nel dipartimento dell'Oise della regione dell'Alta Francia.

## Società

### Evoluzione demografica
Abitanti censiti